# Biogaz

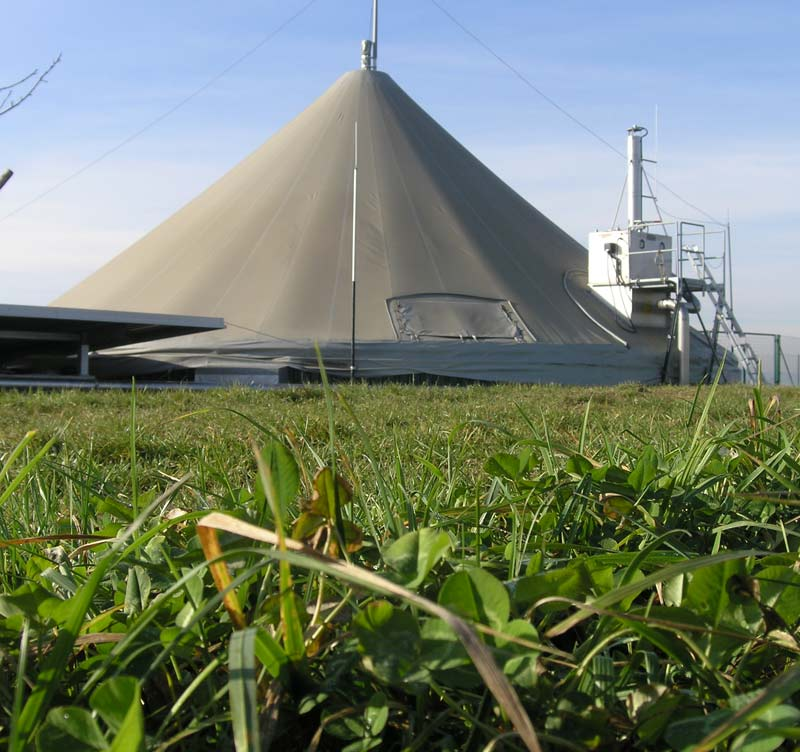
Unité de stockage de l'usine de biogaz de Güssing (Burgenland, Autriche).

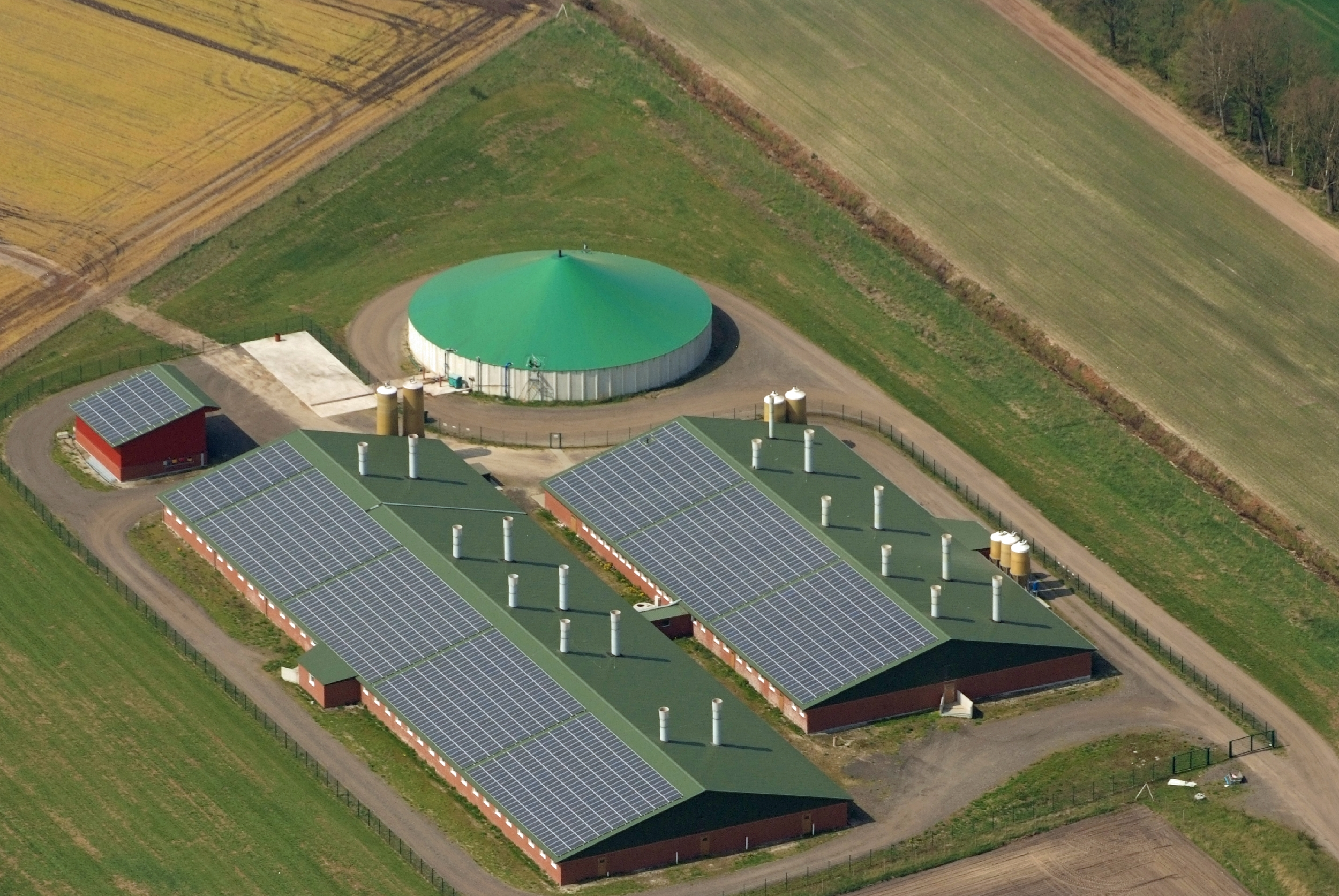
Vue aérienne d'une installation mixte de production d'énergie photovoltaïque et de biogaz dans le nord-ouest de l'Allemagne.

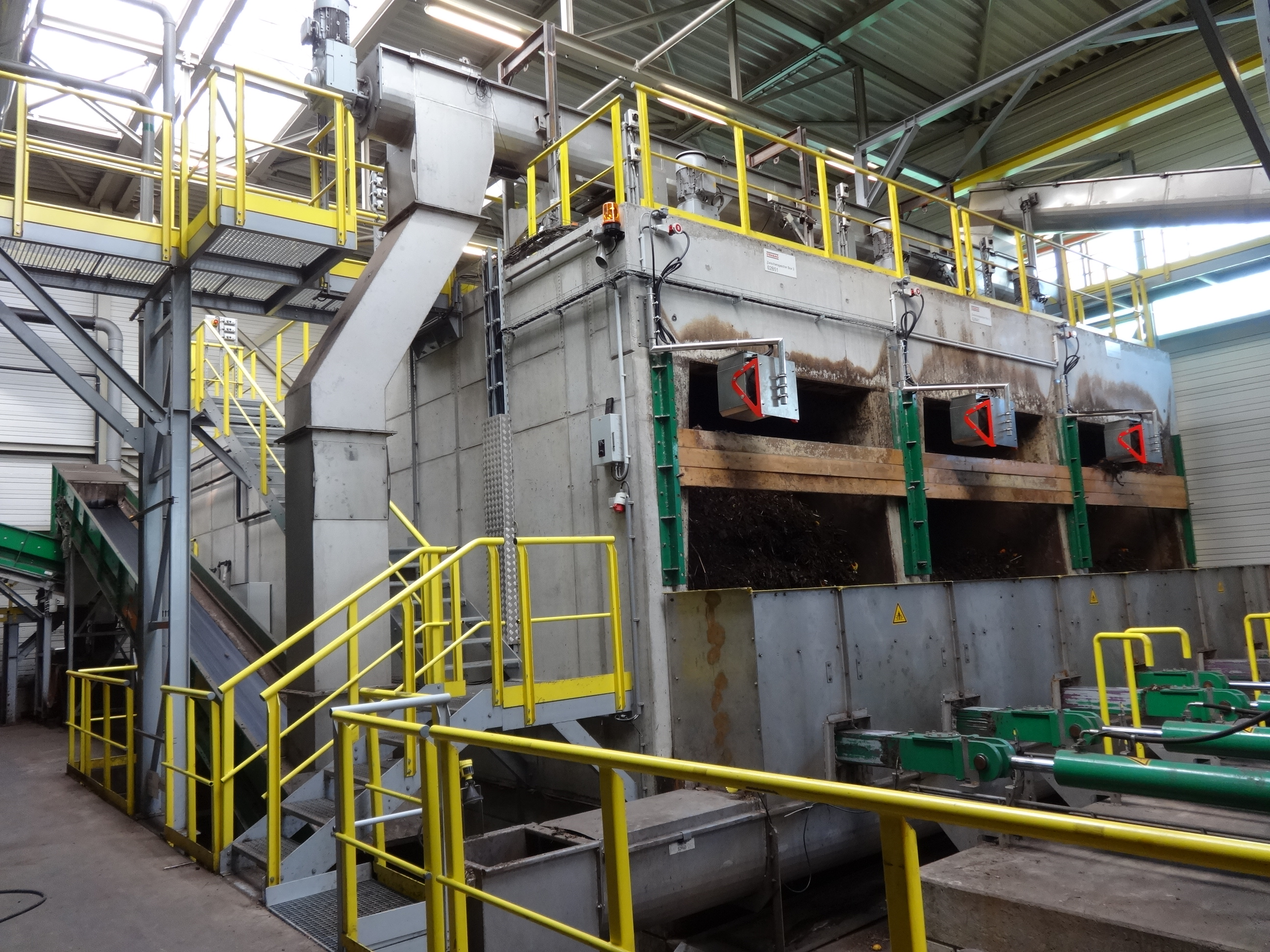
Stockage des digestats (utilisables comme amendements agricoles) de l'unité production de biométhane (à partir de biodéchets provenant préférentiellement de ménages berlinois) en fonctionnement depuis 2013.

Le biogaz est le gaz produit par fermentation de matières organiques. C'est un gaz combustible composé essentiellement de méthane et de dioxyde de carbone. Il peut être brûlé sur son lieu de production pour obtenir, par cogénération, chaleur et électricité, ou purifié pour obtenir du biométhane utilisable comme gaz naturel pour véhicules (bioGNV) ou injectable sur le réseau de distribution de gaz naturel.
La méthanisation se produit spontanément dans les marais (gaz des marais), les rizières, les grands réservoirs ou barrages hydroélectriques tropicaux, les décharges contenant des déchets ou matières organiques (animales, végétales, fongiques ou bactériennes). On peut la provoquer artificiellement dans des digesteurs (en particulier pour traiter des boues d'épuration et des déchets organiques industriels ou agricoles).

## Composition
Le biogaz est principalement composé de méthane (50 à 70 %), mais aussi de dioxyde de carbone (CO2) et de quantités variables de vapeur d'eau et de sulfure d'hydrogène (H2S), voire d'autres composés (« contaminants »), notamment dans les biogaz de décharges.
Parmi les impuretés figurent :
- des siloxanes[2] ;
- des composés organochlorés (dont chlorure de vinyle, dichlorométhane, trichlorométhane et tétrachlorométhane qui sont des substances cancérogènes)[3] ;
- des composés soufrés (mercaptans)[2] ;
- des composés azotés (NH3)[2] ;
- de l'hydrogène[2] ;
- divers produits intermédiaires de fermentation (alcools, acides, esters, etc.)[2] ;
- des métaux et métalloïdes[4] ;
- quelques microbes anaérobies (éventuellement méthanotrophes)[4].

Sa teneur en ces différents éléments, et donc sa valeur énergétique, dépend de la durée et qualité du processus de fermentation, du type d'installation et beaucoup de la nature de la matière fermentescible utilisée (et en particulier de ses proportions en carbone, hydrogène, oxygène et azote ou contaminants indésirables). Par exemple, une matière fermentescible riche en carbone et hydrogène produit un biogaz contenant jusqu'à 90 % de méthane, alors que de la cellulose plus pauvre produira un biogaz à seulement 55 % de méthane (et 45 % de gaz carbonique).

## Production

### Intrants

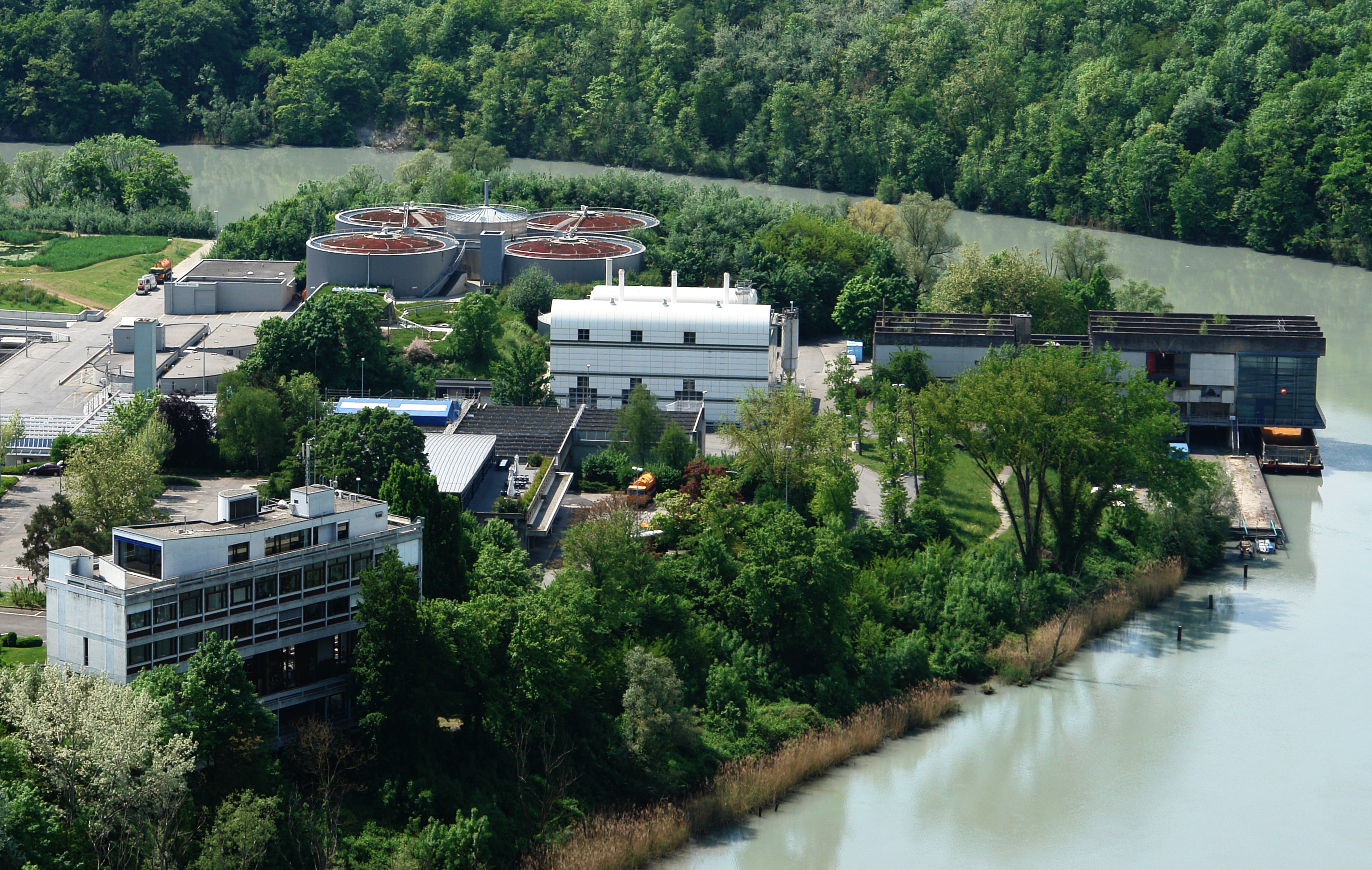
Station d’épuration produisant du biogaz, Genève.

Le biogaz résulte de la méthanisation ou digestion anaérobie de déchets fermentescibles. Les sources les plus courantes de biogaz proviennent des rejets de matière organique :
- cultures végétales : les cultures intermédiaires à vocation énergétique ou CIVE représentent un intrant important dans la méthanisation agricole.
- décharges : leur teneur en biogaz est plus ou moins élevée en fonction de l'étanchéité du mode d'exploitation. La collecte sélective des déchets putrescibles permet une méthanisation plus rapide qu'en décharge standard en utilisant des bioréacteurs spécifiques (digesteurs)[5]. La récupération du biogaz de décharge est doublement intéressante car le méthane libéré dans l’atmosphère est un gaz à effet de serre bien plus puissant que le dioxyde de carbone (CO2) produit par sa combustion ;

- boues des stations d'épuration : la méthanisation permet d'éliminer les composés organiques et permet à la station d'être plus ou moins autonome en énergie ;
- effluents d'élevages : la réglementation rend obligatoire les équipements de stockage des effluents (lisier, fumier) pour une capacité supérieure à six mois. Ce temps de stockage peut être mis à profit pour la méthanisation des effluents. Il s'agit des déjections animales mais aussi des autres déchets agricoles : résidus de culture et d'ensilage, effluents de laiteries, retraits des marchés, gazons, etc.[6] ;
- effluents des industries agroalimentaires et restauration collective[7]. Le but est principalement d'éviter le rejet de matières organiques trop riches ;
- fond des lacs et marais : le biogaz y est produit naturellement par les sédiments organiques qui s'y accumulent. L'utilisation du biogaz du lac Kivu a été entreprise il y a plus de quarante ans et maintenant développée à grande échelle.

La nature des intrants (matières organiques digérées) a un impact non négligeable sur la qualité du produit final. On peut évaluer cette qualité à travers le potentiel méthanogène des matières premières.

### Procédé

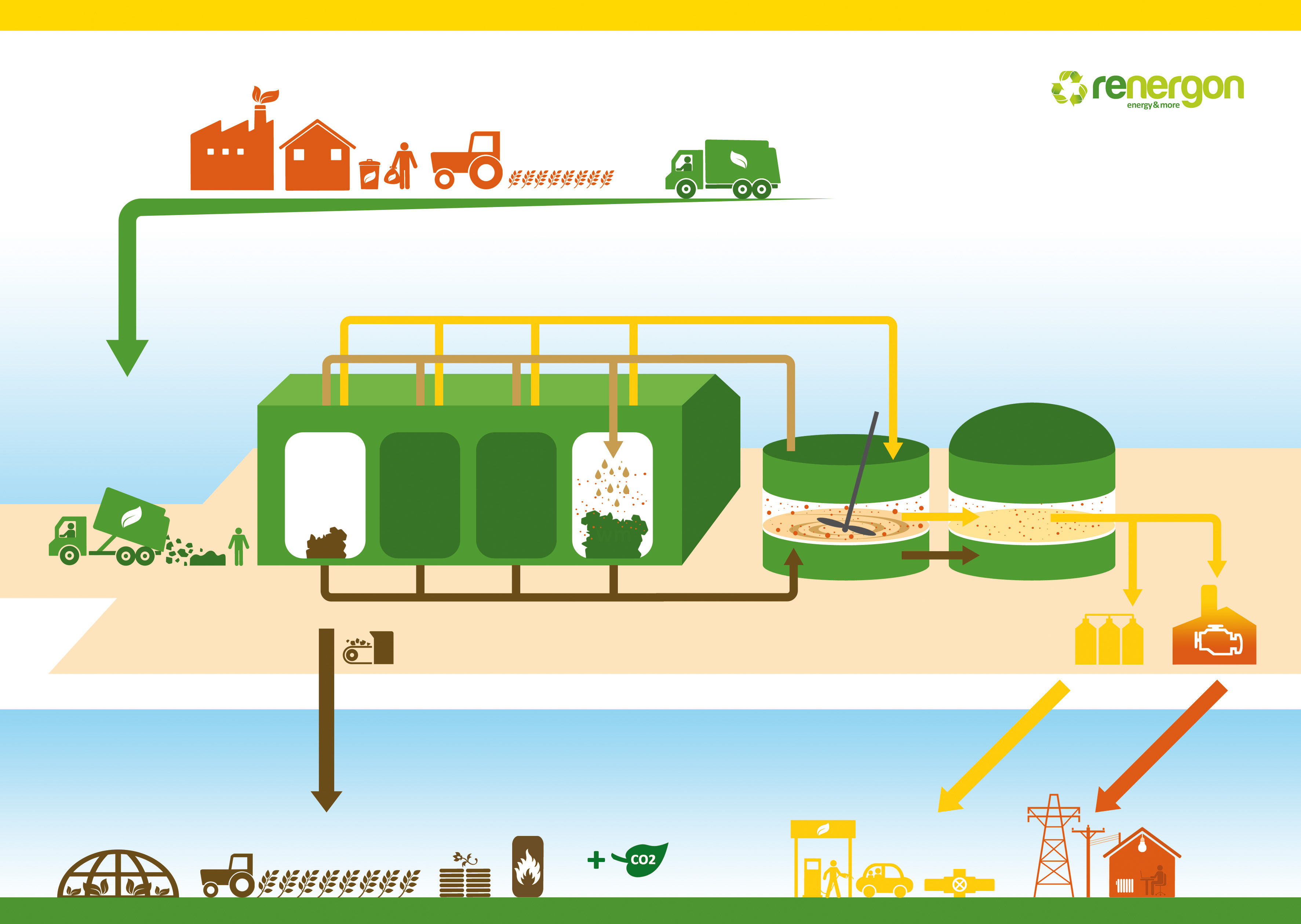
Schéma du procédé de méthanisation.

Pour produire le biogaz de façon artificielle, il est souvent nécessaire de modifier les matières premières (pré-traitement), par broyage par exemple. Leurs conditions de stockage doivent être contrôlées pour limiter la déperdition de matière organique. La fermentation dans le digesteur peut se faire dans trois plages différentes de température :
- 15 à 25 °C : psychrophile ;
- 25 à 45 °C : mésophile ;
- 45 à 65 °C : thermophile.

Les digesteurs mésophiles à 38 °C sont les plus utilisés dans les zones tempérées. Après la fermentation, le résidu solide peut être stocké dans un post-digesteur où l'on récupère à nouveau du gaz combustible.

### Coproduit
La fermentation des intrants produit aussi un résidu plus ou moins visqueux, nommé « digestat ». Riche en azote, potassium et autres nutriments essentiels, partiellement hygiénisé du fait de la fermentation à haute température, il peut être épandu sur les sols agricoles comme engrais. Il est débarrassé de nombreux pathogènes et de la totalité des semences de « mauvaises herbes » qu'il pouvait contenir.
Il peut aussi être composté pendant quelques mois et devient alors du méthacompost.

## Usages
Le biogaz est un gaz renouvelable qui peut être transformé en différents vecteurs énergétiques : chaleur, électricité ou biométhane. La chaleur seule est obtenue en brûlant le gaz dans des chaudières à gaz qui doivent être adaptées à la plus faible proportion de méthane dans le biogaz que dans le gaz naturel, et dont le rendement atteint au plus 90 %.
Le biogaz pourrait aussi être transformé en carburant liquide par le procédé Fischer-Tropsch ou en graphite et hydrogène, technologie à l'étude en Australie.

### Cogénération
La combustion dans un moteur à gaz ou une petite turbine permet de produire de l'électricité, injectée sur le réseau, et souvent de la chaleur en cogénération, mais une trigénération (production de froid) est aussi possible.
Le rendement d'exploitation d'une cogénération chaleur-électricité est au mieux de 75 à 85 %, soit 15 à 25 % de pertes. L'utilisation de la chaleur est souvent saisonnière et requiert une certaine proximité avec les utilisateurs et la création d'un réseau de distribution. Il est également possible de fournir du froid grâce à des procédés d'absorption de chaleur.
Dans le monde agricole, la chaleur peut servir pour les serres (avec enrichissement en CO2).

### Injection de biométhane
Le biogaz peut être épuré pour en éliminer le dioxyde de carbone et le sulfure d'hydrogène : on obtient ainsi du biométhane que l'on peut injecter dans le réseau de distribution du gaz naturel. Le procédé est plus récent que la production d'électricité et permet d'atteindre un rendement d’exploitation de 90 %.
La consommation de gaz est aussi saisonnière mais en général l'injection est possible sur les réseaux toute l'année, à part dans certains cas, quelques jours ou semaines en été, où la consommation est plus faible et donc le réseau est saturé. Par l'injection, la production de biométhane en été trouve un débouché que ne trouve pas toujours la chaleur de cogénération.

### Rôle dans la transition énergétique

#### Effet de serre
Le biogaz est constitué essentiellement de méthane (CH4) dont l'effet de serre est très important. Sa combustion produit du dioxyde de carbone, qui est aussi un gaz à effet de serre, mais dont l'impact est moindre. En effet, un kilogramme de méthane a un potentiel de réchauffement global (PRG) sur cent ans, 23 fois supérieur à un kilogramme de dioxyde de carbone.
Utiliser du biogaz n'accroît pas l'effet de serre si le carbone produit (méthane et dioxyde de carbone) a lui-même été absorbé préalablement par les végétaux dont ce biogaz est issu, lors de leur croissance et si cette utilisation s'inscrit dans un cycle court de carbone et si elle ne contribue pas à surexploiter de la biomasse (elle ne fait alors que restituer du carbone qui avait été ôté récemment de l'atmosphère, contrairement au gaz naturel).

#### Critiques
Selon l’association Canopée, la valorisation de la matière (par exemple sous forme de compost) doit être prioritaire par rapport à la valorisation énergétique,.
Reporterre souligne les nombreux risques que représentent, à ses yeux, les grands méthaniseurs, sa préférence allant aux petits méthaniseurs à l'échelle d'une ou deux fermes,,,. Les organisations professionnelles des énergies renouvelables d'Europe ont adressé à la Commission européenne en juin 2018 un manifeste « Small is beautiful » préconisant de reconnaître les avantages des installations de petite taille en maintenant leur priorité d'injection sur le réseau et en les exemptant des obligations d'équilibrage.
Selon The Shift Project, l'impact de la méthanisation sur la fertilité des sols reste méconnu. Il se pourrait que cette technique s'avère nuisible. Dans ces conditions, miser sur un déploiement massif de la méthanisation est un pari risqué. La production de 70 TWh de biogaz nécessite entre 8 700 et 14 000 unités de méthanisation, ce qui pose déjà un problème d'acceptabilité sociale, en particulier en ce qui concerne le retour au sol des digestats, la présence de pathogènes, ou les fuites de méthane. Or l'association négaWatt prévoit une production de biogaz à hauteur de 138,5 TWh/an autour de 2050,. L'association écologiste Alsace Nature s'oppose au risque de pollution de la nappe phréatique rhénane et à l'empreinte en carbone élevée d'une noria de camions d'une unité de méthanisation prévue à Munchhouse,. La Confédération paysanne dénonce les dérives d'une « méthanisation industrielle ».
La transition énergétique pourrait conduire à industrialiser la campagne à une vitesse inédite. Ainsi, d'après Reporterre, « on n’a plus le droit de retourner les prairies [considérées] comme pièges à carbone, [mais] jamais on n’en a retourné autant que depuis les débuts de la transition énergétique ! » pour alimenter les digesteurs destinés à produire du biogaz.
Le biogaz est produit, pour une part non négligeable, à partir de produits comestibles.

## Réglementation et historique
La consommation mondiale de biogaz (souvent sous forme de biométhane) aurait progressé en moyenne de 3,5 % par an de 1965 à 2000, pendant que la demande globale en énergie primaire n'augmentait en moyenne « que » de 2,4 % par an. Il pourrait devenir un combustible non-fossile dominant au XXIe siècle, comme l'a été le pétrole au siècle précédent et le charbon au XIXe siècle.
Dans le monde, l'utilisation du biogaz au niveau domestique est très répandue, notamment en Asie.
Au Mali, des projets pilotes ont été menés dans des zones isolées, pour mesurer comment le biogaz pouvait produire de l'énergie à usage domestique dans une optique durable. L'expérience a montré qu'avec la formation d'artisans locaux pouvant prendre en charge la production des équipements nécessaires (gazomètre, digesteur) et la formation des familles à l'entretien des équipements, le biogaz peut être une alternative viable à l'utilisation des combustibles ligneux pour la cuisson des repas et améliorer les conditions de vie par d'autres apports en énergie (réfrigération notamment). La pression sur les ressources ligneuses a diminué et le compost produit a été utilisé pour fertiliser les sols. Un appui financier reste nécessaire pour la mise en place du système (équipements, installation, formation).
Arti, une organisation non gouvernementale en Inde, développe un simple digesteur de 0,5 m3 (surélevé) pour les tropiques qui utilise les déchets de la cuisine (riches en amidon et sucres) pour produire le biogaz. Un kilogramme de déchets produit 400 L de biogaz en six à huit heures, ce qui suffit pour environ 15 à 20 min de cuisine.
Au Sénégal, le village de N'Guelakh, dans la communauté rurale de Gandon, recycle une grande partie de la biomasse produite dans l’agrosystème sous forme de biogaz ce qui réduit les coûts d’énergie.

### Europe
Un rapport publié fin 2015 par l'EBA (European Biogas Association ou Association européenne du biogaz) révèle que les sites de production en biogaz ont nettement progressé comptabilisant 17 240 sites (+18 % par rapport à 2013). L'EBA estime à 14,6 millions le nombre de foyers européens alimentés au biogaz. L'Allemagne est le leader européen sur le marché du biogaz.
En 2016, pour l'injection de biométhane dans les réseaux, l'Allemagne devance largement les autres États membres avec en 2016 déjà 165 unités injection de biométhane (10 TWh/an), devant la Grande-Bretagne (50 sites et 2 TWh/an), les Pays-Bas (25 sites et 0,9 TWh/an), loin devant la France. Le Danemark, l'Autriche, la Suède et la Suisse ont tous entre 10 et 20 sites de production fournissent de 130 à 360 GWh/an. La France a 19 sites et produit 82 GWh/an. L'Espagne n'autorise ou n'encourage pas l'injection dans le réseau. C'est en Norvège qu'est inaugurée en 2018 la plus grande usine de biogaz au monde, d'une capacité de 3 000 Nm3/h, produits à partir de déchets de l'industrie papetière et de la pêche. En 2018, l'Italie encadre l'injection de biométhane dans le réseau de gaz naturel, pour un usage orienté vers le transport.

### Pays francophones
Un Atlas Bioénergie International (et en France un atlas Biogaz) mettent à jour la carte des installations industrielles de production/valorisation de biogaz (sous forme d’électricité, de chaleur ou par injection directe dans les réseaux de gaz dans les pays francophones) : en 2012, 241 sites de production étaient recensés (publication 2013), en 2013, ils étaient 848 (publication 2014) : 578 en France, 200 en Flandre et Wallonie, 32 en Suisse, 25 au Canada francophone, 9 au Luxembourg, 3 à l'île Maurice et 3 en Tunisie. En 2014, la densité en installation est la plus élevée en Belgique et en Suisse. La France a accueilli le salon Biogaz Europe en mars 2015 à Nantes.

### Allemagne

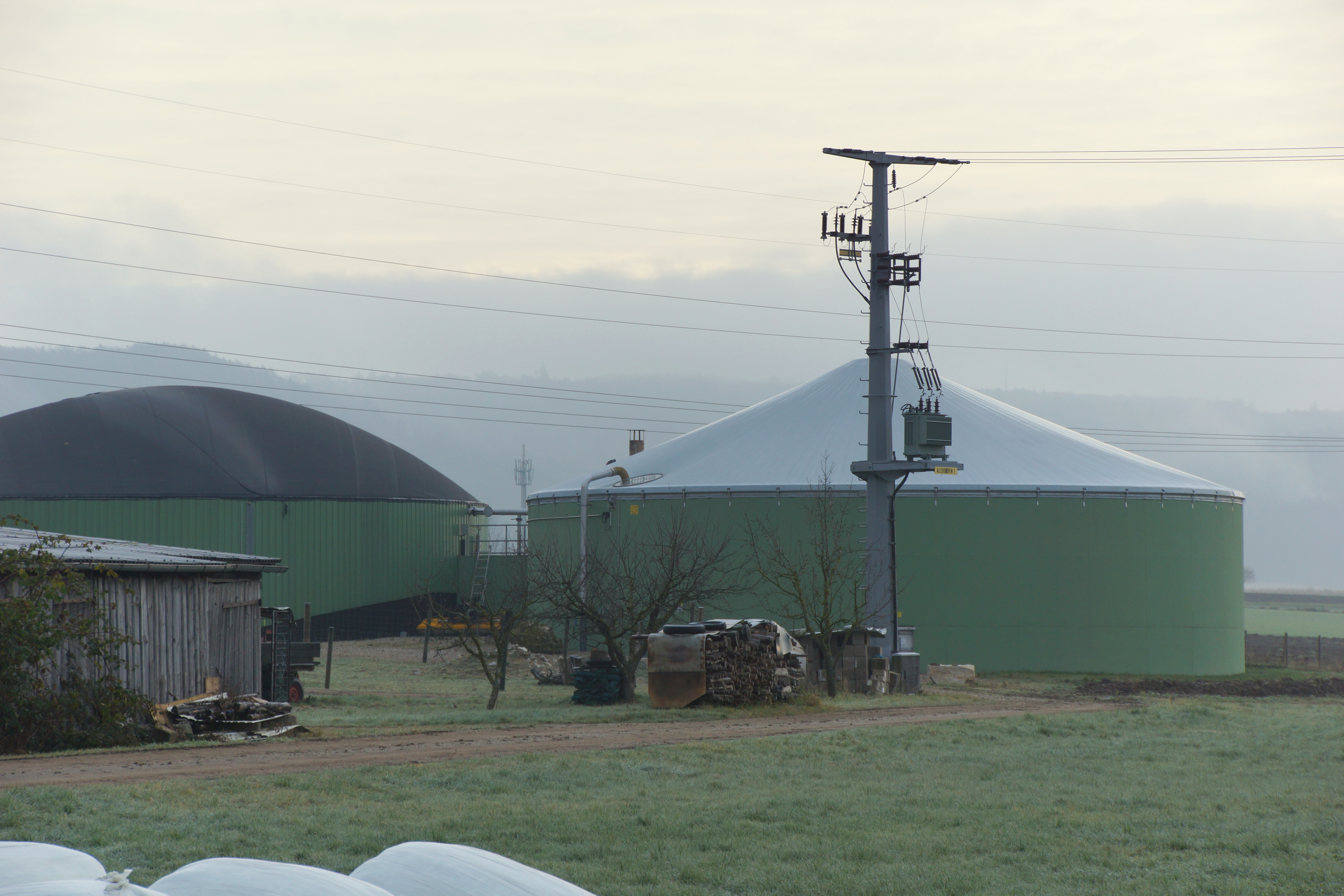
Unité de biogaz en Allemagne.

Avec plus de huit mille installations dans le pays, le maïs est majoritairement utilisé (et critiqué, car l'assolement recule au profit de maizicultures intensives posant des problèmes écologiques d'érosion et dégradation des sols, de pollution due aux phosphates ou aux pesticides et de perte grave de la diversité biologique). À Triesdorf (Bavière), on recherche des plantes aptes à remplacer le maïs : parmi les herbacées, la mauve de virginie et le silphium perfolié sont envisagés ; parmi les graminées, le panic érigé et le chiendent allongé. Ces plantes sauvages sont 20 % moins productives que le maïs et ne sont envisagées que comme complément à celui-ci,. Depuis 2012, la loi allemande impose une certaine diversification des cultures pour réduire la place du maïs.

### France
En France, la récupération du biogaz de décharge est obligatoire depuis l'arrêté du 9 septembre 1997. En 2012, le gaz de décharge fournissait en France plus de 70 % de la production d'énergie primaire issue du biogaz dans le pays, mais de nouvelles sources de biogaz se mettent en place.
En 2014, la ministre Ségolène Royal lance le projet de deux cents « territoires à énergie positive » et un appel à projets « 1 500 projets de méthaniseurs en trois ans » en milieu rural.
En 2015, les capacités installées se développent à un « rythme stable » selon l'Ademe : « 70 nouvelles unités de méthanisation ont été installées en 2015, pour une capacité de 20 MWe », mais les incertitudes sur les tarifs d’achat de l’électricité « impactent fortement l’équilibre économique des unités ». Un comité national biogaz est créé le 24 mars 2014 pour aider les acteurs de la filière à dialoguer ; quatre groupes de travail portent sur :
- les mécanismes de soutien au biogaz (tarif d'achat cogénération…) ;
- les procédures de facilitation ;
- le biocarburant GNV ;
- l'injection de biométhane dans le réseau[49] (c'était une demande du livre blanc du Club biogaz de mai 2014).

La loi de transition énergétique de 2015 fixe un objectif de 10 % de la consommation totale de gaz en 2030, jugé ambitieux par le Syndicat des énergies renouvelables (SER) et les gestionnaires des réseaux français (GRDF, GRTgaz, SPEGNN et TIGF) qui en 2016 ne comptabilisaient que 19 sites d'injection en service en France (mais deux cents autres, équivalent à 3,86 TWh sont prévus). La part de ce gaz étant de 0,02 % en 2016, il faut la multiplier par 500. De 0,082 TWh en 2016, la filière espère produire 1,7 TWh en 2018 puis 8 TWh en 2023.
Au début 2018, la France ne compte que 48 sites de production de biométhane à partir de déchets agricoles, qui représentent l'essentiel de la production de gaz vert. Moins de 800 GWh ont été injectés dans le réseau de GRDF en 2017, contre plus de 10 TWh (treize fois plus) en Allemagne. Or les projets de nouveaux sites sont nombreux : GRDF en a recensé plus de 860, de quoi porter la production française à 8 TWh.
Le projet de programmation pluriannuelle de l'énergie (PPE) 2019-2028 publié le 25 janvier 2019 prévoit que le biogaz ne représentera que 7 % de la consommation totale de gaz en 2030, avec un objectif de prix d'achat moyen de 67 €/MWh (euros par mégawattheure) en 2023, soit environ 30 % de moins qu'aujourd'hui[Quand ?], et de 60 €/MWh en 2028.
En 2021, la France a doublé son volume de production de biogaz par rapport à l'année précédente, mais il ne pèse encore, en 2022, que 2 % de sa consommation de gaz, soit 6 TWh. L’État français, qui vise une part de 10 % de biométhane dans la consommation totale en 2030, pourrait relever son objectif dans la prochaine loi de programmation. La filière estime qu’elle peut atteindre 15 % d’ici la fin de la décennie.
En 2022, près de 7 TWh de biogaz ont été injectés dans les réseaux, alors que la PPE tablait sur 6 TWh à l'horizon 2023. En février 2023, le pays compte 526 unités de méthanisation d'injection. En 2022, 149 unités ont été raccordées et l'on devrait être à peu près au même niveau en 2023 selon France Gaz Renouvelables, qui craint une chute au-delà du fait de l'explosion des coûts des projets et des intrants et réclame une augmentation des tarifs d'achat. Mais le gouvernement rappelle que le prix du biogaz reste supérieur à celui du gaz naturel et devrait le rester jusqu'à la fin de la décennie.
En 2023, la France compte 1 911 unités de méthanisation produisant un total 12 TWh de gaz et d’électricité (hors production de chaleur). La même année, la production de biométhane injecté a progressé de 25% et a atteint 9,1 TWh.
En 2024, les sites de méthanisation raccordés ont produit 11,6 TWh de gaz renouvelables et la capacité annuelle de production est passée de 11,8 à 13,9 TWh,.

### Suisse

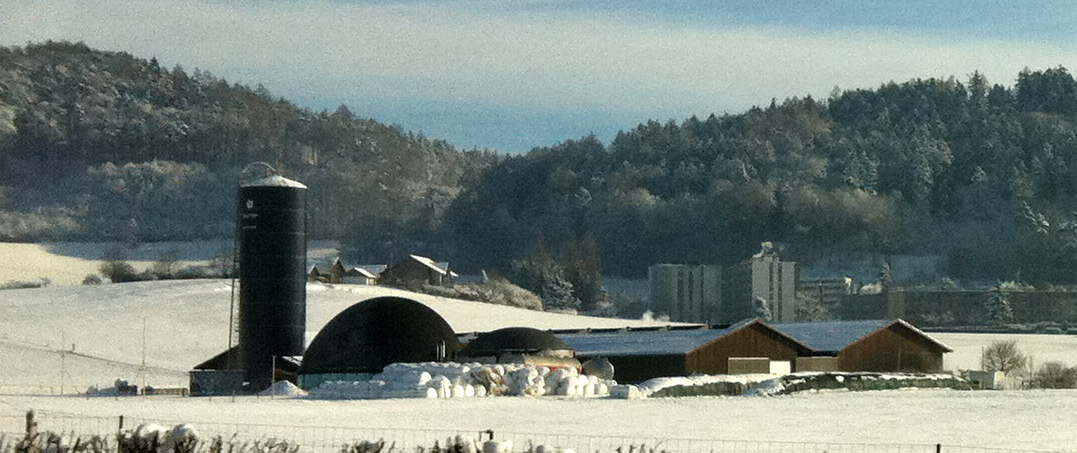
Unité de biogaz dans une ferme en Suisse.

En 2013, environ cinquante fermes en Suisse produisent du biogaz.
Du biogaz est aussi produit avec les boues d'épuration, à la station d'épuration des eaux usées d'Aïre (Genève) depuis 2013.